# Gunther Wobser
Gunther Wobser (* 23. September 1970 in Stuttgart) ist ein deutscher Unternehmer und in dritter Generation Geschäftsführer von Lauda Dr. R. Wobser.

## Werdegang
Wobser ist Diplom-Kaufmann und studierte Betriebswirtschaftslehre an der Otto-Friedrich-Universität Bamberg. Nach Abschluss seines Studiums war er für den US-amerikanischen Lebensmittelkonzern Kraft Jacobs Suchard (heute Mondelēz) tätig, bis er im Jahr 1997 als Marketing-Leiter in das Familienunternehmen Lauda Dr. R. Wobser eintrat. 2003 wurde er dort geschäftsführender Gesellschafter, dies bis 2010 gemeinsam mit seinem Vater. Wobser promovierte 2003 als externer Doktorand an der Bergakademie Freiberg.
Seit 2022 ist er zudem als Lehrbeauftragter an der Technischen Hochschule Würzburg-Schweinfurt tätig, wo er Transformations- und Innovationsmanagement lehrt.
2023 gründete Wobser die Futurelabs gGmbH, ein gemeinnütziges Unternehmen mit Sitz in Lauda-Königshofen, das er ehrenamtlich als Geschäftsführer leitet. Die Futurelabs verstehen sich als regionales Netzwerk zur Förderung von jungen Talenten und der Entwicklung von Schlüsselkompetenzen.

## Privatleben
Wobser ist verheiratet und hat einen Sohn.